# Groß Briesen (Bad Belzig)
Das Straßendorf Groß Briesen ist ein Ortsteil von Bad Belzig. Es liegt 14 Kilometer nordwestlich der Kreisstadt Bad Belzig. Zu Groß Briesen gehört der Gemeindeteil Klein Briesen, der sich zwei Kilometer südöstlich von Groß Briesen befindet. Klein Briesen ist ein aus wenigen Höfen bestehendes Kleindorf.

## Lage
Groß Briesen und Klein Briesen befinden sich am nordwestlichen Rand des Hohen Flämings. Benachbarte Dörfer sind im Osten Ragösen, im Westen Gräben und im Nordwesten Wollin. Bei Groß Briesen entspringt der Briesener Bach, der zum Verlorenwasser Richtung Nordwesten entwässert. Im selben Tal etwas weiter östlich bei Klein Briesen entspringt der Klein Briesener Bach, der im Verlauf zum Bullenberger Bach wird und in die Temnitz drainiert. Östlich des Dorfes befindet sich die wüste Feldmark Garz, südlich die wüste Feldmark Schmerz.

## Geschichte

### 15. bis 16. Jahrhundert
Groß Briesen wurde erstmals um das Jahr 1419/1420 als Bresen erwähnt und gehörte vor 1419/1420 zur Herrschaft derer von Itzenplitz. Unklar ist, ob das Dorf zu dieser Zeit noch bewohnt war. Klein Briesen wurde erstmals im Landbuch Karls IV. im Jahr 1375 erwähnt. Nach der Ersterwähnung wurde Groß Briesen ab 1422 als Lehen der Herzöge von Sachsen-Wittenberg erwähnt. Klein Briesen gehörte dagegen zur Mark Brandenburg. Damit gehörten beide Ortsteile zu verschiedenen Territorien des Heiligen Römischen Reiches. Die Landesgrenze zwischen beiden Ortsteilen wurde 1580 durch Aufstellung von Grenzsteinen kenntlich gemacht. Im Jahr 1444 wurde das dorff grossen bresien als wüstes Dorf bezeichnet, ebenso 1554. In dieser Zeit erschien im Jahr 1461 die Schreibweise die grosze prese. Auch die Eigentümer wechselten: Im Jahr 1442 übernahmen die von Lindstedt Groß Briesen, hielten es aber nur für zwei Jahre und verkauften es an die von Brandt (möglicherweise nur im Pfandbesitz). Bis 1461 herrschte die Familie Bogelsack (=Vogelsang) und übergaben es an die Familie Schulte aus Belzig, die es bis vor 1487 hielten. Von vor 1487 bis 1873 war das Dorf im Besitz der Familie Brandt von Lindau zu Wiesenburg bzw. Schmerwitz über das Dorf und seinen Zubehörungen. Sie setzte sich für den Wiederaufbau ein, der 1569 abgeschlossen wurde. Im Jahr 1592 erschien erstmals die Schreibweise Briesen. Im Dorf lebten ein Schulze mit Haus, Hof und drei Breitichen Land, zehn Hufner (darunter ein Krüger) mit Haus und Hof, die über ebenso viel Land wie der Schulze verfügten. Außerdem gab es einen Halbhufner mit Haus und Hof, der über die Hälfte des besagten Land verfügte sowie drei Kossäten mit Haus und Hof; zwei von ihnen konnten Wiesenwachs hinter ihrem Hufschlag ernten.

### 17. und 18. Jahrhundert

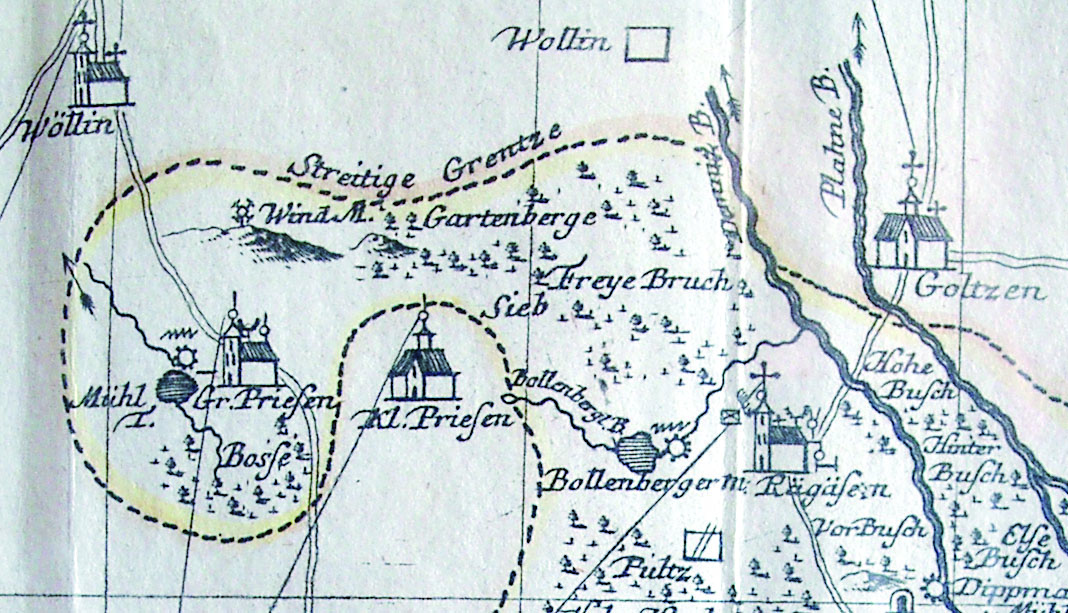
Ausschnitt aus einer Karte von Peter Schenk (1698–1775) aus dem Jahr 1758 mit der farbig gekennzeichneten Grenze zwischen dem Kurfürstentum Sachsen und der Mark Brandenburg

Im Jahr 1692 wurde die noch heute bestehende Fachwerkkirche in Klein Briesen erbaut. Beide Dörfer litten noch unter den Nachwirkungen des Dreißigjährigen Krieges: In Groß Briesen waren im Jahr 1696 von 20 Stellen nur 10 bewohnt, 10 lagen wüst. Die Kirche in Groß Briesen wurde im Jahr 1713 mit dem Geld des Grundherren August Friedrich Brandt von Lindau auf den Feldsteinresten einer Vorgängerkirche erbaut. Eine Statistik aus dem Jahr 1718 nach lebten im Dorf elf Hufner, sieben Kossäten und ein Häusler, die gemeinsam zwölf Hufen bewirtschafteten. Im Jahr 1743 waren es zwölf Einhufner, darunter der Schulze und der Krüger. In einer weiteren Statistik aus dem Jahr 1764 wurde ebenfalls von zwölf Einhufnern, acht Gärtnern oder Kossäten sowie mittlerweile 22 Häuslern berichtet. Sie brachten aus 12 Hufen pro Hufe 4 1⁄2 Dresdner Scheffel aus. Es gab außerdem einen Windmüller, einen Wassermüller. Im Jahr 1777 lebten in Groß Briesen zwölf Hufner, acht Kossäten und 27 Häusler.

### 19. Jahrhundert
Laut einer Statistik aus dem Jahr 1806 lebten im Dorf zwölf Einhufner (darunter der Schulze) sowie 27 Tagelöhner. Im Jahr 1815 verlor das Königreich Sachsen auf dem Wiener Kongress den nördlichen Teil seines Territoriums an das Königreich Preußen. Die beiden Orte Groß Briesen und Klein Briesen werden dabei dem neu geschaffenen Landkreis Zauch-Belzig zugeordnet. Dort bestand das Dorf im Jahr 1837 aus 59 Wohnhäusern. Im Jahr 1858 gab es einen Ausbau Wassermühle. Groß Briesen war 4016 Morgen (Mg) groß: 20 Mg Gehöfte, 21 Mg Gartenland, 1982 Mg Acker, 100 Mg Wiese, 449 Mg Weide, 1444 Mg Wald. Es bestand aus vier öffentlichen, 67 Wohn- und 131 Wirtschaftsgebäuden, darunter eine Wassergetreidemühle und eine Getreidemühle. Im Jahr 1891 bestand das Dorf mit dem Forsthaus, Waldhaus und der Wassermühle.

### 20. und 21. Jahrhundert

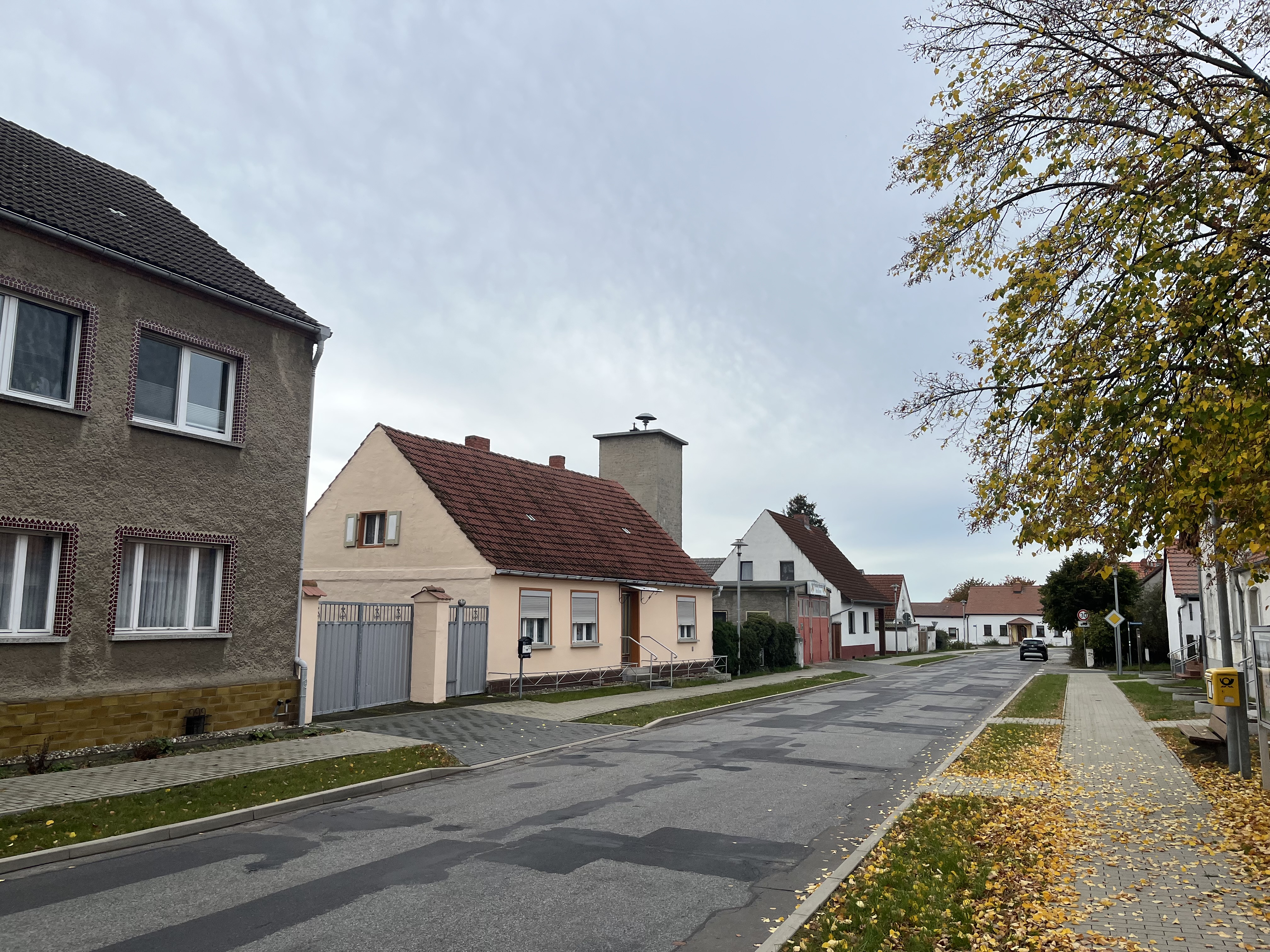
Ortsansicht

Zur Jahrhundertwende war das Dorf 1170 Hektar (ha) groß und bestand aus mittlerweile 90 Häusern. Im Jahr 1928 wurde der Gutsbezirk Klein Briesen eingemeindet. Vom Gutsbezirk Dippmannsdorf Forst kamen die um Groß Briesen herumliegenden Parzellen (Försterei Groß Briesen) sowie vom Gutsbezirk Fredersdorf die drei Kilometer nordwestlich von Ragösen in einem Einschnitt zwischen Groß- und Klein Briesen liegende Wiesenparzelle zu Groß Briesen. Das Dorf wuchs im Folgejahr erneut, als vom Gutsbezirk Schmerwitz die im Gutsbezirk Dippmannsdorf Forst (Revier Groß Briesen, Jagen 191–197) ausgewiesenen Wege, soweit sie bisher katastermäßig noch zum Gutsbezirk Schmerwitz gehören sowie die östlich von Groß Briesen liegende Parzelle eingemeindet wurden. Groß Briesen wurde 1931 eine 1954 ha große Landgemeinde mit 87 Wohnhäusern mit 94 Haushaltungen und den Wohnplätzen Forsthaus Groß Briesen, Klein Briesen, Wassermühle. Es gab einen land- und forstwirtschaftlichen Betrieb, der größer als 100 ha war. Weitere 13 Betriebe waren zwischen 20 und 100 ha, 36 zwischen 10 und 20 ha, 18 zwischen 5 und 10 ha sowie 10 zwischen 0,5 und 5 ha groß (1939).
Im Ersten Weltkrieg verloren 20 Männer und im Zweiten Weltkrieg 27 Männer aus beiden Ortsteilen ihr Leben. Im Jahr 1946 wurden im Rahmen der Bodenreform 582 ha enteignet: 104,75 ha Acker, 17,25 ha Wiese, 440 ha Wald und 20 ha Ödland. Davon wurden 229,35 ha auf 58 Bauern aufgeteilt. Weitere 19,8 ha gingen an die Gemeinde Ragösen und vermutlich weitere 306 ha ebenfalls an die Gemeinde Ragösen. In der Deutschen Demokratischen Republik gehörten Groß Briesen und Klein Briesen zum Kreis Belzig im Bezirk Potsdam. Im Jahr 1958 gründet sich eine LPG Typ III mit acht Mitgliedern und 34 ha Fläche, die bis 1960 auf 161 Mitglieder und 704 ha Fläche anwuchs.
Nach der politischen Wende war Groß Briesen ein eigenständiges Dorf. Am 31. Dezember 2002 wurde Groß Briesen im Rahmen der Gemeindegebietsreform ein Ortsteil von Bad Belzig.

## Bevölkerungsentwicklung
| Jahr      | 1817 | 1837 | 1858 | 1871 | 1885 | 1895 | 1905 | 1925 | 1939 | 1946 | 1964 | 1971 |
| Einwohner | 301  | 366  | 465  | 497  | 463  | 419  | 422  | 386  | 368  | 507  | 353  | 307  |

## Kultur und Sehenswürdigkeiten
- Die Dorfkirche Groß Briesen ist eine verputzte Backsteinkirche aus dem Jahr 1713, die auf einem älteren Feldsteinrest errichtet wurde. Im Turm hängen zwei Glocken aus den Jahren 1514 und 1710.